# Robertus banksi
Robertus banksi är en spindelart som först beskrevs av Benjamin J. Kaston 1946.  Robertus banksi ingår i släktet fuktspindlar, och familjen klotspindlar. Inga underarter finns listade i Catalogue of Life.